# 陈查理

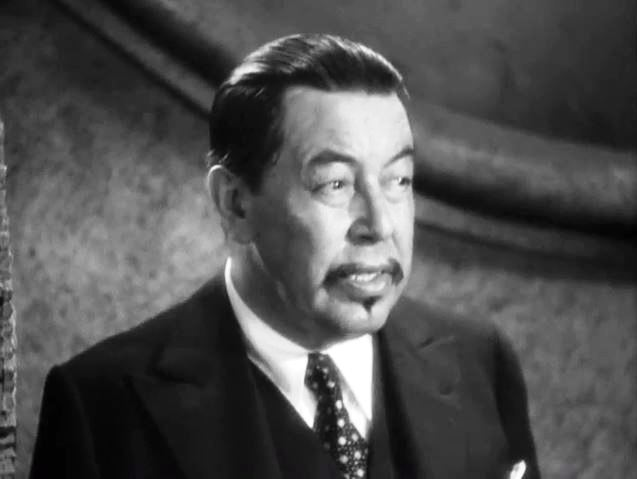
陈查理，Charlie Chan

陈查理或陳查禮，是美国作家厄尔·德尔·比格斯笔下华人探长。据比格斯说，陈查理这一角色的灵感来自于他在檀香山度假时看到的一则新闻，新闻写的是华裔探警鄭阿平（Chang Apana，Apana是“阿平”夏威夷化之后的名字）出色侦破当地案件的故事。陈查理最早出现在比格斯的系列小说，之后他又拍成很多电影、电视剧和卡通片。陈查理是檀香山警察局警长，后来被提升。他和妻子以及十四个孩子（其中最大的他们称呼做“大儿子”）一起住在 Punchbowl Hill （檀香山市里的一个地区）的一间房子。他身材肥胖但行动十分敏捷优雅。他的英语经常说错，最典型的话是“孔夫子说（子曰）”，但很少提到中国。
这个角色反映了西方人心中的中国人形象。比格斯是哈佛毕业的波士顿新闻记者。
有人在美国电视台做了一次观众调查，让观众写下最熟悉的中国人，第五名是陈查理。陈查理和傅满洲是美国流行文化中最著名的角色。

## 小说
厄尔·德尔·比格斯写了六本关于陈查理的小说，于1925年至1932年间出版。

### 没有钥匙的房子
《没有钥匙的房子》写于1925年，是陈查理小说系列的第一部。这部小说值得一提的地方有两点，首先，虽然陈查理看起来是侦探，但他在书里的角色并不很大。确实是他查明了案子的线索，但他其实是与Winterslip同一时间得出结论的，而且，最后风风光光地抓拿凶手的人也是Winterslip。
其次，这本小说里对中国人的描写，尤其是陈查理，对于那个时代来说相当地前卫。波士顿来的人觉得很难接受一个华裔侦探办理他们的案子，可是当地人都知道陈查理的名气，也对他十分尊敬。诚然一些描述带有那个时代对中国人的笼统看法甚至偏见。但是总整体看，陈查理是被当作正面人物描写的，而且与他周围的白人同等的。

## 电影
厄尔·德尔·比格斯的前三部小说在20年代就曾经被拍成电影，然而最有名的陈查理电影则是1931年，随着第五部小说《陈查理再接再励》开始的一系列由Warner Oland主演，福斯电影公司制作的电影。Warner Oland一共出演了十六部陈查理电影，一直到他去世，改由Sidney Toler主演。这时福斯电影公司已经成功地合并称为二十世纪福斯公司，而这一系列又继续拍了十一部陈查理电影，直到1942年，Sidney Toler自己买下了电影权。1944年，Sidney Toler与Monogram制片厂开始合作，一共拍摄了十一部新的陈查理系列电影。Sidney Toler去世之后，Monogram制片厂又找来Roland Winters继续，又制作了六部电影。这一大系列的电影，从福斯电影公司和二十世纪福斯公司制作的开始，尤其是Monogram制片厂制作的，都是经费低廉，剧本水平不一，总体效果粗糙的电影。
1988年香港電影《羣龍奪寶》，背景為二十年代初中國，劉德華飾演之警探角色亦名「陳查禮」。

## 广播
1932到1948年间，陈查理在四个广播电台都有出现。最早的扮演者是Walter Connally，他在埃索石油的五星剧场扮演陈查理，主要是朗诵厄尔·德尔·比格斯的小说系列。

## 其他
刘玉玲被传闻正在准备一部新的陈查理电影，在那里她将扮演主角，是陈查理的孙女。